# 长距忍冬
长距忍冬（学名：[Lonicera calcarata] 错误：{{Lang}}：文本有斜体标记（帮助））是忍冬科忍冬属的植物，是中国的特有植物。分布在中国大陆的贵州、四川、广西、西藏等地，生长于海拔1,200米至2,500米的地区，见于林下、林缘和溪沟旁灌丛中，目前尚未由人工引种栽培。

## 别名
距花忍冬（中国高等植物图鉴）